# Pollo chuco
El pollo frito con tajada, también conocido como pollo chuco, es un platillo tradicional de la gastronomía hondureña, proveniente de la ciudad de San Pedro Sula (norte de Honduras). Consiste en pollo frito con tajadas de banano verde a las que se le agregan salsas, aderezos, chismol, cebolla morada encurtida y/o repollo.

## Origen
El pollo frito con tajada proviene de la ciudad hondureña de San Pedro Sula. Se cree que su nombre se dio cuando comenzó a venderse en pequeños puestos a las orillas de las aceras de San Pedro Sula. También se cree que su nombre nace por la forma en que se fríe el pollo, ya que se deposita en abundante aceite caliente; o porque en cada esquina de las zonas más populares de San Pedro Sula, muchas familias salían al mediodía o por la noche de su casa a freír el pollo y las tajadas de banano en sartenes sobre una pequeña estufa de gas. El platillo se volvió popular en la zona norte del país debido a su bajo coste y a la presencia de las compañías bananeras, ya que los Banano verde son parte de la receta.